# ديفيد ريكيتس
ديفيد ريكيتس (بالإنجليزية: David Ricketts)‏ هو ملحن وموسيقي ومنتج أسطوانات أمريكي، ولد في 15 فبراير 1954 في فيلادلفيا في الولايات المتحدة.

## وصلات خارجية
- ديفيد ريكيتس على موقع IMDb (الإنجليزية)
- ديفيد ريكيتس على موقع ميوزك برينز (الإنجليزية)
- ديفيد ريكيتس على موقع ديسكوغز (الإنجليزية)
- ديفيد ريكيتس على موقع ديسكوغز (الإنجليزية)